# Onesse-Laharie
Onesse-et-Laharie är en kommun i departementet Landes i regionen Nouvelle-Aquitaine i sydvästra Frankrike. Kommunen ligger i kantonen Morcenx som tillhör arrondissementet Mont-de-Marsan. År 2022 hade Onesse-et-Laharie 1 057 invånare.

## Befolkningsutveckling
Antalet invånare i kommunen Onesse-et-Laharie
Referens:INSEE